# Ernemont-la-Villette
Ernemont-la-Villette ist eine französische Gemeinde mit 210 Einwohnern (Stand: 1. Januar 2022) im Département Seine-Maritime in der Region Normandie. Sie gehört zum Arrondissement Dieppe und zum Kanton Gournay-en-Bray und ist Teil des Kommunalverbands Quatre Rivières.

## Geographie
Ernemont-la-Villette ist ein kleines Bauerndorf am Ufer der Epte im Naturraum Pays de Bray. Es liegt 45 Kilometer östlich von Rouen.

### Nachbargemeinden
| Avesnes-en-Bray |             | Gournay-en-Bray                                  |
|                 | Kompass     | Saint-Pierre-es-Champs (Arrondissement Beauvais) |
| Montroty        | Neuf-Marché |                                                  |

### Bevölkerungsentwicklung
Die Bevölkerungsanzahl ist durch Volkszählungen seit 1793 bekannt. Die Einwohnerzahlen bis 2005 werden auf der Website der École des Hautes Études en Sciences Sociales veröffentlicht.
| Jahr | Bevölkerungsanzahl |
| ---- | ------------------ |
| 1962 | 191                |
| 1968 | 174                |
| 1975 | 131                |
| 1982 | 146                |
| 1990 | 180                |
| 1999 | 176                |
| 2006 | 200                |
| 2015 | 188                |

## Sehenswürdigkeiten
- Steinkreuz aus dem 17. Jahrhundert
- Château d’Ernemont
- Château de Launay aus dem 18. Jahrhundert
- Kapelle Saint-Vincent in Launay aus dem 18. Jahrhundert
- Kirche Saint-Martin in Ernemont aus dem 17. Jahrhundert

## Persönlichkeiten
- Marc Huiart (1936–1962), Radrennfahrer